# Harry Gregson-Williams
Harry Gregson-Williams, född 13 december, 1961 i Sussex, är en framgångsrik brittisk filmkompositör.
Några kända verk som han komponerat (antingen ensam eller tillsammans med andra) är Sinbad: Legend of the Seven Seas (Sinbad: Legenden om de sju haven), Shrek, Chicken Run (Flykten från hönsgården), Antz, Spy Game, The Rock, Armageddon, Man on Fire, Team America: World Police och Berättelsen om Narnia: Häxan och lejonet. Han har dessutom skapat musik till den kända TV-spelsserien Metal Gear.
Hans komposition till TV-spelet Metal Gear Solid 2: Sons of Liberty blev en stor succé och anses vara en milstolpe när det gäller att blanda samman olika medium, i detta fall film och TV-spel.
När han komponerade musiken till Ridley Scotts episka film Kingdom of Heaven introducerade han en blandning av musikaliska teman från opera med teman från mellanöstern. Till exempel, en melodi (Ibelin) framfördes (under eftertexterna i filmen) med sångerskan Natacha Atlas sjungandes på arabiska.
Hans nuvarande bolag heter Wavecrest Music. Tidigare var han medlem i Hans Zimmers Remote Control Productions (tidigare känt som Media Ventures).
Harry Gregson-Williams är bror till Rupert Gregson-Williams, som också är filmkompositör.

## Kompositioner
2017
- The Zookeeper's Wife

2015
- The Martian

2014
- The Equalizer

2012
- Total Recall
- Prometheus

2011
- Arthur och julklappsrushen
- Cowboys & Aliens
- Livet under en dag

2010
- Unstoppable
- The Town
- Prince of Persia: The Sands of Time
- Shrek - Nu och för alltid

2009
- X-Men Origins: Wolverine

2008
- Berättelsen om Narnia: Prins Caspian
- The Forbidden Kingdom

2007
- Shrek den tredje
- Call of Duty 4: Modern Warfare (TV-spel)
- Metal Gear Solid 4: Guns of the Patriots (TV-spel)
- The Number 23

2006
- Seraphim Falls
- Déjà vu
- Bortspolad

2005
- Domino
- Kingdom of Heaven
- Berättelsen om Narnia: Häxan och lejonet

2004
- På spaning med Bridget Jones
- Man on Fire
- Metal Gear Solid 3: Snake Eater (TV-spel)
- Shrek 2
- Team America: World Police

2003
- Phone Booth
- Shrek 4-D
- Sinbad: Legenden om de sju haven
- The Rundown
- Veronica Guerin

2002
- "AFP: American Fighter Pilot"
- Hire: Beat the Devil
- Metal Gear Solid 2: Substance (TV-spel)
- Passionada

2001
- Metal Gear Solid 2: Sons of Liberty (TV-spel)
- Shrek (med John Powell)
- Spy Game
- Spy Kids

2000
- Flykten från hönsgården (med John Powell)
- Djungelkungen
- The Magic of Marciano
- Tigers film

1999
- Light It Up
- Swing Vote
- The Match
- Whatever Happened to Harold Smith?

1998
- Antz (med John Powell)
- Armageddon (med Trevor Rabin)
- Enemy of the State (med Trevor Rabin)
- Prinsen av Egypten
- The Replacement Killers

1997
- Deceiver
- Fröken Smillas känsla för snö (med Hans Zimmer)
- Lånarna

1996
- Broken Arrow (med Hans Zimmer)
- The Rock (med Hans Zimmer och Nick Glennie-Smith)
- The Whole Wide World
- Witness Against Hitler

1995
- Full Body Massage
- Hotel Paradise
- Three Miles Up

1993
- White Angel